# Episannina chalybea
Episannina chalybea là một loài bướm đêm thuộc họ Sesiidae. Nó được tìm thấy ở Cameroon.